# 賴均輔
賴均輔（らい きんほ、中国語: 賴均輔、2002年4月8日 - ）は、台湾の囲碁棋士。台湾棋院所属、九段。海峰杯プロ囲棋戦、名人戦優勝など。

## 経歴
6歳で碁を覚え、2013年中華職協囲棋道場参加。2015年世界アマチュア囲碁選手権戦3位、世界青少年囲碁選手権大会青年組準優勝。2016年入段。同年二段。2017年台北市中正杯囲棋オープン戦3位。2018年三段、新人王戦準優勝、海峰杯ベスト4。2019年四段、十段戦挑戦者となるが許皓鋐に0-3で敗退、2019年陜川郡英才戦出場。2020年海峰杯プロ囲棋戦決勝で林君諺を2-0で破って優勝、これにより五段昇段。2021年六段、また前年に聯電杯プロ囲棋戦優勝したことで遡及して七段昇段。2022年中環碁聖戦優勝、八段。
2023年名人戦優勝。2024年衢州爛柯杯世界囲碁オープン戦でベスト16。同年国手山脈盃決勝で申眞諝を破り初の世界タイトル獲得。
中国囲棋リーグに2018年から出場。韓国囲碁リーグに2022年に台湾チームで出場。

## タイトル歴
- 国手山脈盃 2024年
- 海峰杯プロ囲棋戦 2020年
- 聯電杯プロ囲棋戦 2020年
- 中環碁聖戦 2022年
- 名人戦 2023年

## 他の棋歴
国際棋戦
- 衢州爛柯杯世界囲碁オープン戦 2024年ベスト16
- グロービス杯世界囲碁U-20 ベスト8 2020、21年
- アジア競技大会 2023年男子団体戦4位、個人戦ベスト8
- 陜川郡招待河燦錫国手杯英才囲碁大会英才頂上対決 2019年 0-3（×文敏鍾、×陳豪鑫、×関航太郎）
- 議政府国際囲碁新鋭団体戦 2022年 1-2（○三浦太郎、×文敏鍾、×屠暁宇）

国内棋戦等
- 新人王戦 準優勝 2018年
- 友士杯十段戦 挑戦者 2019年
- 中環碁聖戦 2023年準優勝
- 天元戦 2023年挑戦者
- 年末ペア早碁戦 2021年優勝（楊子萱とペア）[1]
- 中国囲棋リーグ
  - 2018年丙級（海峰棋院）4-3
  - 2019年乙級（環旭電子宝島）4-4
  - 2022年丙級（環旭電子宝島）7-0[2]
- 韓国囲碁リーグ 2022-23年（寶島精鋭隊）1-5

## 注
1. ↑  海峰棋院「年終配對快棋表演賽 賴均輔七段&楊子萱四段逆勢奪冠!」2021.12.21
2. ↑  海峰棋院「2022/11/22 【2022年中國圍棋丙級團體賽，環旭電子寶島隊第一名晉升乙級！】」